# 사토 세이타
사토 세이타(佐藤誠太, さとう せいた, 1985년 6월 20일 ~ 일본 아키타현 요코테시)은 일본의 언론인이며 NHK 소속의 남성 아나운서이다.

## 생애 및 입사
사토 세이타(佐藤誠太)는 1985년 6월 20일 일본 아키타현 요코테시에서 태어났다. 그는 아키타현에 요코테 고등학교를 졸업하고 도쿄 대학 교양학부 사회학과를 졸업했다. 2009년에 NHK에 입사한 후 2009년 6월부터 2014년 3월까지 5년간 NHK 시즈오카 방송국에서 활동하고 2014년 4월부터 2016년 3월까지 2년동안 NHK 나가사키 방송국에서 활동하다가 2016년 4월 1일부터 2022년 3월 31일까지 도쿄도 NHK 방송 센터에서 있다가 2022년 4월 개편에 따라 NHK 나가사키 방송국에서 2023년 6월까지 있다가 2023년 7월 일부 개편에 따라 고향인 아키타현에 있는 NHK 아키타 방송국으로 옮겼다.

## 특이 사항
그는 취미는 야구와 베트민턴이며 특기는 공교롭게도 일본의 걸그룹 AKB48의 곡들을 춤추는 것이다.